# إسفدن
إسفدن (بالفارسية: اسفدن) هي مدينة في محافظة خراسان الجنوبية.في إيران. يقدر عدد سكانها بـ 3,145 نسمة .